# Ceanothus jepsonii
Ceanothus jepsonii là một loài thực vật có hoa trong họ Táo. Loài này được Greene mô tả khoa học đầu tiên năm 1894.

## Hình ảnh

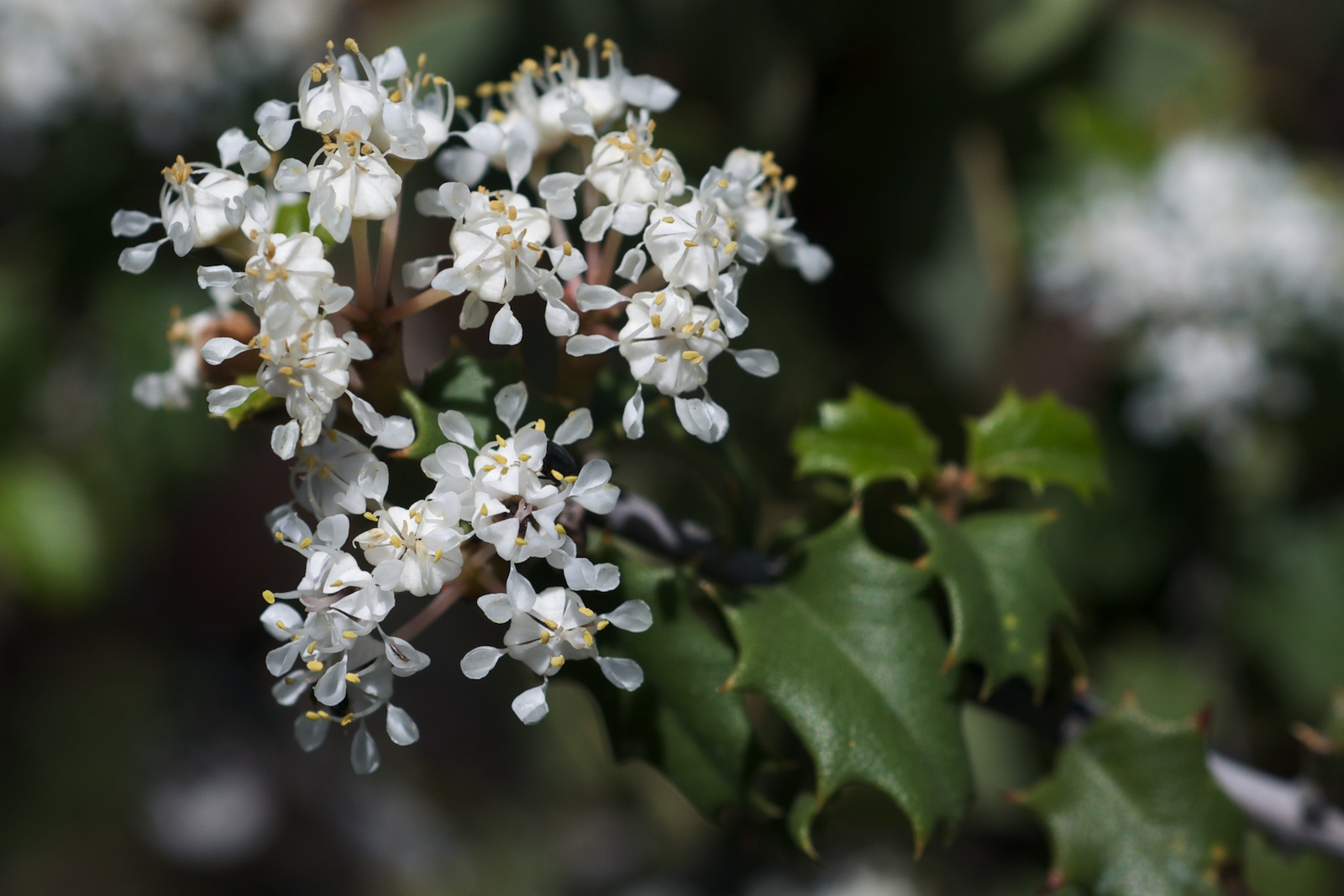